# Impromptu (poésie)
Pour les articles homonymes, voir Impromptu.
Un impromptu est une petite pièce de vers composée sur-le-champ et sans préparation, in promptu, c’est-à-dire : à portée de la main. Lise Gauvin le définit comme une pièce « écrite sur l'improvisation, pièce légère (comédie, lever de rideau) dont l'enjeu est le théâtre même ».
L’impromptu consiste ordinairement dans un madrigal, une épigramme, un couplet, tout au plus une chanson. C’est essentiellement une poésie de circonstance dont le principal mérite réside dans son à-propos.
Voltaire a dit spirituellement, dans Zadig (4), que « des vers impromptus ne sont jamais bons que pour celle en l’honneur de qui ils sont faits ». L’impromptu peut cependant se distinguer par un sentiment délicat, une idée ingénieuse ou fine, un trait de spirituelle satire.
Cette petite escrime poétique était fort en vogue au XVIIIe siècle. On dit que Saint-Aulaire fut reçu de l’Académie française pour un madrigal impromptu adressé à la duchesse du Maine.
Des hommes sérieux ont montré un talent inattendu dans le genre léger de l’impromptu. Le naturaliste Buffon lui a ainsi dû des succès de salon. Invité à écrire une improvisation sur les genoux d’une jeune dame, il traça au crayon le madrigal suivant : 
Sur vos genoux, ô ma belle Eugénie,
À des couplets je songerais en vain ;
Le sentiment étouffe le génie,
Et le pupitre égare l’écrivain.
Il est parfois arrivé que l’improvisation ne soit qu’apparente. Préparée d’avance, cette pièce de circonstance était alors appelée « impromptu à loisir » : « Je vous ferai, lit-on dans les Précieuses ridicules (12), un impromptu à loisir que vous trouverez le plus beau du monde. » On a, d’ailleurs, parfois demandé, par naïveté ou par malice, le manuscrit de leur impromptu à des auteurs. Delille dit, dans la Conversation :
D’avance il aiguisa tous les traits qu’il décoche,
Et tout son esprit impromptu
Était en brouillon dans sa poche.
Dans la langue française, « à la fois gueuse et fière », comme le dit Voltaire, les petits vers impromptus sont à peu près, avec les bouts-rimés, les seuls produits acceptables de l’improvisation, qui tient tant de place dans d’autres langues et d’autres littératures.
Molière a donné à la scène, le 14 octobre 1663, une comédie en un acte et en prose, l'Impromptu de Versailles.